# 2008年北京オリンピックのカザフスタン選手団
2008年北京オリンピックのカザフスタン選手団（2008ねんペキンオリンピックのカザフスタンせんしゅだん）は、2008年8月8日から8月24日にかけて中国の北京を主として開催された2008年北京オリンピックのカザフスタン選手団、およびその競技結果。

## 概要
今大会は金メダル2個、銀メダル3個、銅メダル4個の合計9個のメダルを獲得した。

## メダル
| メダル | 選手名                   | 競技                 | 種目                             |
| ------ | ------------------------ | -------------------- | -------------------------------- |
| 金     | バヒト・サルセクバエエフ | ボクシング           | 男子ウェルター級                 |
| 金     | アラ・ワゼニナ           | ウエイトリフティング | 女子75kg級                       |
| 銀     | オルガ・リパコワ         | 陸上                 | 女子三段跳                       |
| 銀     | ヌルバキト・テニスバエフ | レスリング           | 男子グレコローマンスタイル60kg級 |
| 銀     | アスハト・ジトケエフ     | 柔道                 | 男子100kg級                      |
| 銅     | エルケブラン・シナリエフ | ボクシング           | 男子ライトヘビー級               |
| 銅     | マリド・ムタリモフ       | レスリング           | 男子フリースタイル120kg級        |
| 銅     | エレーナ・シャリギナ     | レスリング           | 女子フリースタイル63kg級         |
| 銅     | アルマン・チルマノフ     | テコンドー           | 男子80kg超級                     |